# Дашлы
Дашлы (азерб. Daşlı adası) — необитаемый остров в Каспийском море у восточного побережья Азербайджана. Один из островов Бакинского архипелага. Прежнее название — Камень Игнатия (азерб. İqnati daşı).

## География
До 1922 года Дашлы являлся подводной банкой. Остров вытянут с северо-запада на юго-восток. По состоянию на 1980 год, длина острова составляла 350 м, а ширина — 250 м. Остров сложен из сопочной брекчии, имеет холмистую поверхность.
Остров расположен на расстоянии 32,2 км к востоку от мыса Бяндован. Ближайший к Дашлы остров — Безымянный — в 13,9 км к северу.

### Грязевой вулкан
На острове имеется грязевой вулкан, извергающий газ, воду и грязь.
Извержения вулкана были зафиксированы в 1920 и 1945 годах.
4 июля 2021 года в 21:50 по бакинскому времени на острове произошло новое извержение, которое сопровождалось взрывом и пожаром. Извержению предшествовало землетрясение магнитудой 2,2 балла, произошедшее на глубине в 1,5 километра. Извержение продлилось восемь минут, в течение которых на 30 секунд грязевой вулкан выбросил столб пламени на высоту более 500 метров. Пламя было замечено в городе Баку в 75 километрах к северо-востоку. По словам вулканолога Саймона Карна, извержение вулкана было также зафиксировано аппаратами дистанционного зондирования, уловившими термальную аномалию. По сообщению МЧС Азербайджана, наутро после извержения в кратере вулкана продолжало гореть небольшое пламя.
Исследование спутниковых снимков, снятых до и после извержения вулкана в 2021 году, показало, что площадь острова увеличилась с 8,55 га до 21,8 га. По оценке исследователей, прирост острова за счёт этого извержения составил 62 тысячи м³. Наибольшее расширение острова произошло в его западной части, где расположен грязевой вулкан. По мнению исследователей, всё это позволяет предположить, что остров Дашлы был сформирован за счёт активности данного грязевого вулкана.